# Claudia Caterina di Clermont
Claudia Caterina di Clermont (Parigi, 1543 – Parigi, 18 febbraio 1603) è stata una nobildonna francese.

## Biografia
Caterina era l'unica figlia di Claudio di Clermont-Tonnerre, barone de Dampierre, e di sua moglie, Jeanne di Vivonne, signora di Vivonne. 

## Matrimoni

### Primo Matrimonio
Nel 1561 sposò Jean d'Annebaut (?-1562), barone de Retz, signore di Machecoul, di Annebault e di La Hunaudaye, gentiluomo di camera di Carlo IX, e che la lasciò vedova e senza figli all'età di 20 anni, quando fu ucciso nella battaglia di Dreux nel 1562. Caterina acquisì quindi in piena proprietà la baronia di Retz del defunto marito. 

### Secondo Matrimonio
Sposò, il 4 settembre 1565, il maresciallo di Francia Alberto di Gondi (1522-1602). Ebbero dieci figli:
- Françoise de Gondi (?-1627), sposò Lancelot de Vassé;
- Charles de Gondi (1569-22 maggio 1596), sposò Antonietta d'Orléans-Longueville;
- Claude-Marguerite de Gondi (1570-26 agosto 1650), sposò Florimond de Hallwin;
- Gabrielle de Gondi, sposò Claude de Bossut;
- Hippolyte de Gondi (?-1646), sposò Léonor de La Magdelaine;
- Henri de Gondi (1572-13 agosto 1622);
- Louise de Gondi (1572-29 agosto 1661);
- Madeleine de Gondi (?-8 giugno 1662);
- Philippe Emmanuel de Gondi (1581-29 giugno 1662), sposò Françoise Marguerite de Silly;
- Jean-François de Gondi (1584-21 marzo 1654), primo arcivescovo di Parigi.

Con questa unione, Alberto divenne il nuovo signore di Retz. Fu sotto la sua tutela che la baronia di Retz divenne Ducato nel 1581. 

## Dama di corte
Bella e corteggiata, Caterina fu nominata dama d'onore della regina Caterina de' Medici, di Margherita di Valois ed Elisabetta d'Austria (moglie di Carlo IX), e governante dei figli di Francia. È stata coinvolta negli intrighi di corte e ha persino interferito in diverse occasioni di politica.

### Salotto letterario
Se il nome di Caterina è sopravvissuto fino ad oggi, non è tanto in quanto duchessa di Retz o per essere stata una dama di corte. Piuttosto, fu per il suo “Dictynne green salon”, un salotto sociale che tenne (dopo il suo secondo matrimonio) a Parigi, di fronte al Louvre, e dove si incontravano le menti più brillanti dell'epoca, soprattutto poeti, musicisti, filosofi e politici. Tutti frequentavano il suo salotto, le dedicavano le loro opere e le rivolgevano i loro versi, in cui la cantavano persino sotto i nomi di Dictynne o Pasithée. Intorno a lei c'era anche un'intera corte di belle e brillanti donne.
Fece copiare e riunire in un manoscritto i versi e le lodi che i suoi numerosi ammiratori le dedicarono: 173 brani scritti per la maggior parte in francese, ma anche in italiano e latino, mescolando tutti i generi, tutti testi anonimi, ad eccezione di 21 identificati e 3 probabilmente attribuiti. Questa raccolta ha valore documentario sulla vita di corte, sulla situazione politica e religiosa dell'epoca, sul sorgere dei salotti sociali e testimonia i gusti poetici dell'epoca, segnati dal neo-petrarchismo.
Acquisì una grande notorietà con le sue conquiste intellettuali, tanto da essere chiamata "decima Musa" e "quarta Grazia".
Nel 1570 aprì un salotto letterario, uno dei primi del suo genere, a palazzo Dampierre presso il Louvre a cui parteciparono numerosi gentiluomini e gentildonne del tempo, fra cui la regina di Navarra, Margherita di Valois ed Enrichetta, duchessa di Nevers. Caterina fu anche un'attiva mecenate, sostenendo la fondazione dell'Accademia di musica e poesia di Baïf nel 1570.
Parlava latino, greco, e quasi tutte le lingue straniere. Nel 1573, quando gli ambasciatori di Polonia arrivarono a Parigi per portare al loro nuovo re, Enrico d'Angiò (futuro Enrico III di Francia), la corona del loro regno, Caterina fece da interprete per la regina madre, traducendo in francese i discorsi in latino dei polacchi.
In assenza del marito, durante le lotte fra la Corona francese e le Lega cattolica, Caterina assoldò con proprie spese un esercito e mettendosi al suo comando marciò contro i leghisti che minacciavano le sue terre, costringendoli alla fuga.